# 킨치히강 (마인강)

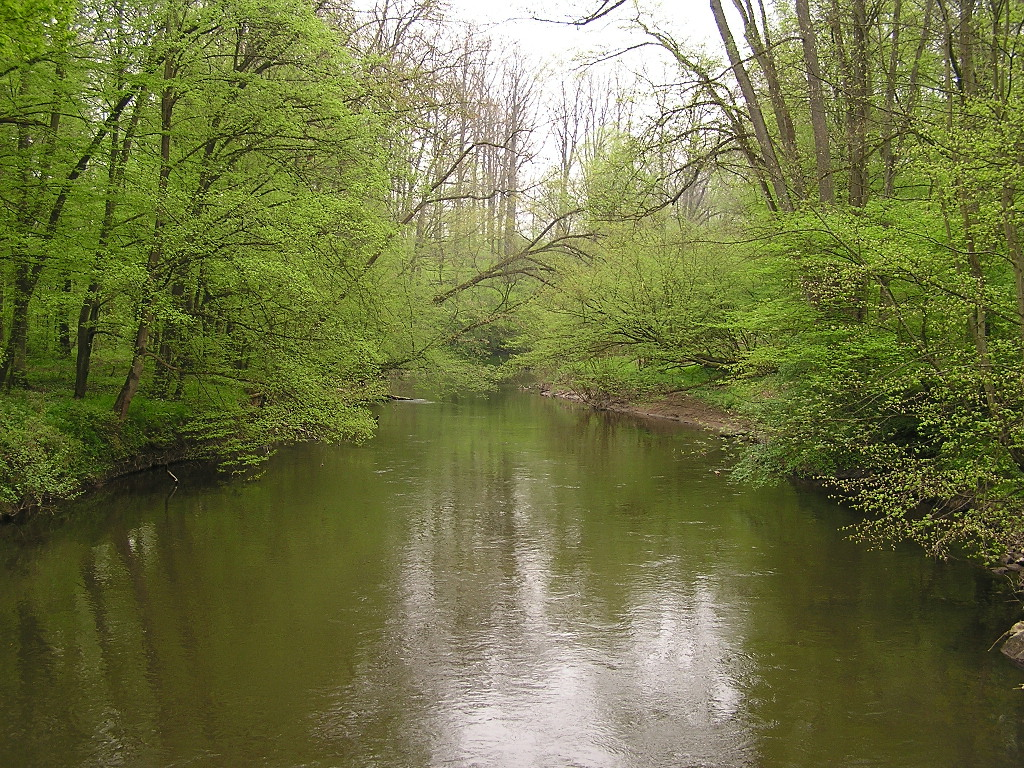
하나우를 흐르는 킨치히강

킨치히강(독일어: Kinzig)은 독일 헤센주 남부에 흐르는 길이 87km의 강이다.
이 강은 나폴레옹이 라이프치히 전투에서 패배한 후 라인강으로 후퇴하면서 1813년 10월 하나우 전투에서 중요한 역할을 하였다.